# Pelvicachromis humilis
Pelvicachromis humilis är en fiskart som först beskrevs av Boulenger, 1916.  Pelvicachromis humilis ingår i släktet Pelvicachromis och familjen Cichlidae. IUCN kategoriserar arten globalt som livskraftig. Inga underarter finns listade i Catalogue of Life.